# جامعة اللاهوت
جامعة اللاهوت هي جامعة في أستراليا تأسست عام 1910. تقع في ن ملبورن، أديلايد وسيدني.

## وصلات خارجية
- الموقع الرسمي